# Stara Majaczka
Stara Majaczka (ukr. Стара Маячка) – wieś na Ukrainie, w obwodzie chersońskim, w rejonie oleszkowskim. W 2001 roku liczyła 656 mieszkańców.